# اتصال بالإنترنت
اتصال الإنترنت (بالإنجليزية: Internet access) هو قدرة الأفراد والمؤسسات على الاتصال بالإنترنت باستخدام محطات الكمبيوتر وأجهزة الكمبيوتر والأجهزة الأخرى؛ والوصول إلى خدمات مثل البريد الإلكتروني وشبكة الويب العالمية. يتم بيع الوصول إلى الإنترنت من قبل مزودي خدمة الإنترنت (ISPs) الذين يوفرون الاتصال بمجموعة كبيرة من معدلات نقل البيانات عبر تقنيات الشبكات المختلفة. توفر العديد من المنظمات، بما في ذلك عدد متزايد من الكيانات البلدية، وصولاً لاسلكياً وخطوط أرضية مجانية.
الاتصال بالإنترنت يقصد به الطرق المختلفة المستخدمة للوصول للإنترنت.
كان توفر الوصول إلى الإنترنت محدودًا في يوم من الأيام، ولكنه نما بسرعة. في عام 1995، كان 0.04 المائة فقط من سكان العالم يتمتعون بإمكانية الوصول، وكان أكثر من نصف هؤلاء يعيشون في الولايات المتحدة،  وكان استخدام المستهلك من خلال الاتصال الهاتفي. بحلول العقد الأول من القرن الحادي والعشرين، استخدم العديد من المستهلكين في الدول المتقدمة تقنية النطاق العريض الأسرع، وبحلول عام 2014، كان 41 بالمائة من سكان العالم لديهم إمكانية الوصول،  كان النطاق العريض موجودًا في كل مكان تقريبًا في جميع أنحاء العالم، وتجاوز متوسط سرعات الاتصال العالمية واحد ميغا بت لكل ثانيا.

## التاريخ
تم تطوير الإنترنت من أربانت، الذي مولته الحكومة الأمريكية لدعم المشاريع داخل الحكومة وفي الجامعات ومعامل الأبحاث في الولايات المتحدة - لكنه نما بمرور الوقت ليشمل معظم الجامعات الكبرى في العالم والأذرع البحثية للعديد من شركات التكنولوجيا. جاء الاستخدام من قبل جمهور أوسع في عام 1995 فقط عندما تم رفع القيود المفروضة على استخدام الإنترنت لحمل حركة المرور التجارية.
في أوائل إلى منتصف الثمانينيات، كان الوصول إلى الإنترنت من أجهزة الكمبيوتر الشخصية ومحطات العمل المتصلة مباشرة بشبكات المنطقة المحلية أو من اتصالات الطلب الهاتفي باستخدام أجهزة المودم وخطوط الهاتف التناظرية. تعمل الشبكات المحلية بشكل نموذجي بسرعة 10 ميجابت / ثانية، بينما نمت معدلات بيانات المودم من 1200 بت / ثانية في أوائل الثمانينيات، إلى 56 كيلو بت / ثانية في أواخر التسعينيات. في البداية، تم إجراء اتصالات الطلب الهاتفي من المحطات الطرفية أو أجهزة الكمبيوتر التي تشغل برامج محاكاة المحطة الطرفية إلى الخوادم الطرفية على الشبكات المحلية. لم تدعم اتصالات الطلب الهاتفي هذه الاستخدام الشامل لبروتوكولات الإنترنت وقدمت فقط طرفية لاتصالات المضيف. أدى إدخال خوادم الوصول إلى الشبكة التي تدعم بروتوكول الإنترنت للخط التسلسلي (SLIP) وبعد ذلك بروتوكول نقطة إلى نقطة (PPP) إلى توسيع بروتوكولات الإنترنت وجعل النطاق الكامل لخدمات الإنترنت متاحة لمستخدمي الطلب الهاتفي؛ على الرغم من أنه أبطأ، نظرًا لانخفاض معدلات البيانات المتاحة باستخدام الطلب الهاتفي.
كان أحد العوامل المهمة في الارتفاع السريع لسرعة الوصول إلى الإنترنت هو التقدم في تقنية موسفت (ترانزستور MOS). MOSFET، اخترعها في الأصل محمد عطا الله وداون كانغ في عام 1959،  هي لبنة بناء شبكات اتصالات الإنترنت. تم اعتماد الليزر، الذي تم عرضه في الأصل من قبل تشارلز تاونز وآرثر شاولو في عام 1960، لأنظمة الموجات الضوئية (MOS) حوالي عام 1980، مما أدى إلى نمو أسي لعرض النطاق الترددي للإنترنت. أدى التوسع المستمر في موسفت منذ ذلك الحين إلى مضاعفة عرض النطاق الترددي عبر الإنترنت كل 18 شهرًا (قانون إدهولم المرتبط بقانون مور)، مع ارتفاع عرض النطاق الترددي لشبكات الاتصال عبر الإنترنت من بت في الثانية إلى تيرابت في الثانية.
يتم تعريف الوصول إلى الإنترنت عبر النطاق العريض، والذي غالبًا ما يتم اختصاره إلى النطاق العريض فقط، ببساطة على أنه «الوصول إلى الإنترنت قيد التشغيل دائمًا، وأسرع من الوصول إلى الاتصال الهاتفي التقليدي»  وبالتالي فهو يغطي مجموعة واسعة من التقنيات. جوهر تقنيات الإنترنت ذات النطاق العريض هذه هو الدوائر الرقمية سيموس (CMOS)،  والتي تم توسيع قدراتها مع تقنيات التصميم المبتكرة. يتم إجراء اتصالات النطاق العريض عادةً باستخدام إمكانات شبكة إيثرنت المضمنة في الكمبيوتر، أو باستخدام بطاقة توسيع الشبكة (NIC).
توفر معظم خدمات النطاق العريض اتصالاً مستمرًا «دائمًا»؛ لا توجد عملية اتصال مطلوبة، ولا تتداخل مع استخدام الصوت لخطوط الهاتف. يوفر النطاق العريض وصولاً محسنًا إلى خدمات الإنترنت مثل:
- تصفح أسرع للويب على مستوى العالم.
- تنزيل أسرع للمستندات والصور ومقاطع الفيديو والملفات الكبيرة الأخرى.
- الهاتف والراديو والتلفزيون وعقد المؤتمرات عبر الفيديو.
- الشبكات الخاصة الافتراضية وإدارة النظام عن بعد.
- الألعاب عبر الإنترنت، وخاصة ألعاب تمثيل الأدوار متعددة اللاعبين عبر الإنترنت والتي تتطلب تفاعلاً مكثفًا.

في التسعينيات، جعلت مبادرة البنية التحتية للمعلومات الوطنية في الولايات المتحدة الوصول إلى الإنترنت عريض النطاق قضية سياسة عامة. في عام 2000، تم توفير الوصول إلى الإنترنت لمعظم المنازل باستخدام الاتصال الهاتفي، بينما كانت العديد من الشركات والمدارس تستخدم اتصالات النطاق العريض. في عام 2000، كان هناك ما يقل قليلاً عن 150 مليون اشتراك في الاتصال الهاتفي في 34 دولة من منظمة التعاون الاقتصادي والتنمية  وأقل من 20 مليون اشتراك في النطاق العريض. بحلول عام 2005، نما النطاق العريض وانخفض الطلب الهاتفي بحيث كان عدد الاشتراكات متساويًا تقريبًا عند 130 مليون لكل منهما. في عام 2010، في بلدان منظمة التعاون الاقتصادي والتنمية، استخدم أكثر من 90٪ من اشتراكات الوصول إلى الإنترنت النطاق العريض، ونما النطاق العريض إلى أكثر من 300 مليون اشتراك، وانخفضت اشتراكات الاتصال الهاتفي إلى أقل من 30 مليونًا.
تقنيات النطاق العريض في الاستخدام الأوسع هي خط المشترك الرقمي غير المتناظر (إي دي إس إل) والوصول إلى الإنترنت عبر الكابل. تشمل التقنيات الحديثة في دي إس إل والألياف الضوئية الممتدة بالقرب من المشتركين في كل من محطات الهاتف والكابلات. على الرغم من أن الاتصال بالألياف الضوئية لم يستخدم إلا مؤخرًا في المباني وفي مخططات الحد، فقد لعب دورًا حاسمًا في تمكين الوصول إلى الإنترنت عبر النطاق العريض من خلال جعل نقل المعلومات بمعدلات بيانات عالية جدًا عبر مسافات أطول أكثر فعالية من حيث التكلفة من تكنولوجيا الأسلاك النحاسية.
في المناطق التي لا تخدمها إيه دي إس إل أو الكبل، تقوم بعض المنظمات المجتمعية والحكومات المحلية بتثبيت شبكات وصول محمي للشبكات اللاسلكية (واي فاي). غالبًا ما يتم استخدام الإنترنت اللاسلكي والأقمار الصناعية والميكروويف في المناطق الريفية أو غير المتطورة أو غيرها من المناطق التي يصعب خدمتها حيث لا يتوفر الإنترنت السلكي بسهولة.
تشمل التقنيات الأحدث التي يتم نشرها للوصول إلى النطاق العريض الثابت (الثابت) والمتنقل شبكة واي ماكس وتطور الطويل الأمد لشبكات الاتصالات اللاسلكية الثابتة، مثل مظلة موتورولا.
بدءًا من عام 2006 تقريبًا، أصبح الوصول إلى النطاق العريض المتنقل متاحًا بشكل متزايد على مستوى المستهلك باستخدام تقنيات «3G» و «4G» مثل الوصول عالي السرعة لرزم البيانات وإيف دو ريف بي والوصول عالي السرعة المعزز لرزم البيانات والتطور طويل الأمد (شبكات اتصالات).

## التوفر

طبقة الوصول إلى اتصال الإنترنت

بالإضافة إلى الوصول من المنزل والمدرسة ومكان العمل، قد يكون الوصول إلى الإنترنت متاحًا من الأماكن العامة مثل المكتبات ومقاهي الإنترنت، حيث تتوفر أجهزة الكمبيوتر المتصلة بالإنترنت. توفر بعض المكتبات محطات للتوصيل المادي لأجهزة الكمبيوتر المحمولة الخاصة بالمستخدمين بشبكات المنطقة المحلية (LAN).
تتوفر نقاط الوصول إلى الإنترنت اللاسلكي في الأماكن العامة مثل قاعات المطارات، وفي بعض الحالات للاستخدام القصير فقط أثناء الوقوف. قد توفر بعض نقاط الوصول أيضًا أجهزة كمبيوتر تعمل بقطع النقود المعدنية. يتم استخدام مصطلحات مختلفة، مثل «كشك الإنترنت العام» و «محطة الوصول العامة» و «الهاتف العمومي على الويب». تحتوي العديد من الفنادق أيضًا على محطات طرفية عامة، وعادة ما تكون على أساس الرسوم.
توفر المقاهي ومراكز التسوق والأماكن الأخرى بشكل متزايد وصولاً لاسلكيًا إلى شبكات الكمبيوتر، والتي يشار إليها باسم النقاط الساخنة، للمستخدمين الذين يجلبون أجهزتهم الخاصة التي تدعم الاتصال اللاسلكي مثل الكمبيوتر المحمول أو المساعد الرقمي الشخصي. قد تكون هذه الخدمات مجانية للجميع، أو مجانية للعملاء فقط، أو مدفوعة الأجر. لا يلزم أن تقتصر نقطة اتصال Wi-Fi على موقع محصور نظرًا لأن العديد من النقاط مجتمعة يمكن أن تغطي حرمًا جامعيًا أو متنزهًا كاملاً، أو حتى يمكن تمكين مدينة بأكملها.
بالإضافة إلى ذلك، المتنقلة ذات النطاق العريض الوصول يسمح الهواتف الذكية وغيرها من الأجهزة الرقمية للاتصال بالإنترنت من أي مكان والتي من الهاتف المحمول ويمكن إجراء المكالمة، مع مراعاة قدرات تلك الشبكة النقالة.

### سرعة
معدلات بت لالهاتفي أجهزة المودم تتراوح من اقل من 110 بت / ثانية في أواخر 1950s، إلى حد أقصى قدره 33-64 كيلوبت / ثانية (V.90 و V.92) في أواخر 1990s. تتطلب اتصالات الطلب الهاتفي عمومًا الاستخدام المخصص لخط الهاتف. يمكن أن يؤدي ضغط البيانات إلى زيادة معدل البت الفعال لاتصال مودم طلب هاتفي من 220 (V.42bis) إلى 320 (V.44) كيلوبت / ثانية. ومع ذلك، فإن فعالية ضغط البيانات متغيرة تمامًا، اعتمادًا على نوع البيانات التي يتم إرسالها وحالة خط الهاتف وعدد من العوامل الأخرى. في الواقع، نادراً ما يتجاوز معدل البيانات الإجمالي 150 كيلوبت / ثانية.
توفر تقنيات النطاق العريض معدلات بت أعلى بكثير من الطلب الهاتفي، بشكل عام دون تعطيل استخدام الهاتف العادي. تم استخدام معدلات بيانات دنيا مختلفة وأوقات انتقال قصوى في تعريفات النطاق العريض، والتي تتراوح من 64 كيلوبت / ثانية حتى 4.0 ميغابت / ثانية. في عام 1988، عرّفت هيئة معايير قطاع توحيد مقاييس الاتصالات «خدمة النطاق العريض» على أنها تتطلب قنوات إرسال قادرة على دعم معدلات بتات أكبر من واجهة المعدل الأولي الذي تتراوح من حوالي 1.5 إلى 2 ميغابت/ثانية. في العام 2006 منظمة التعاون الاقتصادي والتنمية (OECD) تقرير تعريف النطاق العريض وجود حمل معدلات نقل البيانات يساوي أو أسرع من 256 كيلوبت / ثانية. وفي عام 2015، حددت لجنة الاتصالات الفيدرالية الأمريكية (FCC) «النطاق العريض الأساسي» على أنه سرعات نقل بيانات لا تقل عن 25 ميجابت / ثانية (من الإنترنت إلى كمبيوتر المستخدم) و 3 ميغابت / ثانية المنبع (من كمبيوتر المستخدم إلى الإنترنت). الاتجاه هو رفع عتبة تعريف النطاق العريض مع توفر خدمات ذات معدل بيانات أعلى.
تعد أجهزة مودم الطلب الهاتفي ذات معدل البيانات الأعلى والعديد من خدمات النطاق العريض «غير متناظرة» - تدعم معدلات بيانات أعلى بكثير للتنزيل (نحو المستخدم) منها للتحميل (نحو الإنترنت).
عادةً ما يتم تحديد معدلات البيانات، بما في ذلك تلك الواردة في هذه المقالة، والإعلان عنها من حيث الحد الأقصى أو ذروة معدل التنزيل. من الناحية العملية، لا تكون معدلات البيانات القصوى هذه متاحة دائمًا للعميل بشكل موثوق. يمكن أن تكون معدلات البيانات الفعلية من البداية إلى النهاية أقل بسبب عدد من العوامل. في أواخر يونيو 2016، بلغ متوسط سرعات الاتصال بالإنترنت حوالي 6 ميجابت / ثانية على مستوى العالم. يمكن أن تختلف جودة الارتباط المادي باختلاف المسافة وللوصول اللاسلكي مع التضاريس والطقس وتشييد المباني ووضع الهوائي والتداخل من مصادر الراديو الأخرى. قد توجد اختناقات في الشبكة في نقاط في أي مكان على المسار من المستخدم النهائي إلى الخادم البعيد أو الخدمة المستخدمة وليس فقط على الرابط الأول أو الأخير الذي يوفر الوصول إلى الإنترنت للمستخدم النهائي.

### ازدحام الشبكة
يمكن للمستخدمين مشاركة الوصول عبر البنية التحتية للشبكة العامة. نظرًا لأن معظم المستخدمين لا يستخدمون سعة الاتصال الكاملة الخاصة بهم طوال الوقت، فإن إستراتيجية التجميع هذه (المعروفة باسم الخدمة المتنازع عليها) تعمل عادةً بشكل جيد ويمكن للمستخدمين الاندفاع إلى معدل بياناتهم الكامل على الأقل لفترات قصيرة. ومع ذلك، يمكن أن تتطلب مشاركة الملفات من نظير إلى نظير (P2P) وتدفق الفيديو عالي الجودة معدلات بيانات عالية لفترات طويلة، مما ينتهك هذه الافتراضات ويمكن أن يتسبب في زيادة الاشتراك في الخدمة، مما يؤدي إلى الازدحام وضعف الأداء. يشتمل بروتوكول TCP على آليات للتحكم في التدفق تعمل تلقائيًا على التحكم في عرض النطاق الترددي المستخدم أثناء فترات ازدحام الشبكة. يعد هذا أمرًا عادلًا بمعنى أن جميع المستخدمين الذين يعانون من الازدحام يتلقون نطاقًا تردديًا أقل، ولكنه قد يكون محبطًا للعملاء ومشكلة كبيرة لمزودي خدمة الإنترنت. في بعض الحالات، قد يكون مقدار النطاق الترددي المتاح فعليًا أقل من الحد المطلوب لدعم خدمة معينة مثل مؤتمرات الفيديو أو بث الفيديو المباشر - مما يجعل الخدمة غير متاحة بشكل فعال.
عندما تكون حركة المرور كثيفة بشكل خاص، يمكن لمزود خدمة الإنترنت أن يخنق عمدًا النطاق الترددي المتاح لفئات من المستخدمين أو لخدمات معينة. يُعرف هذا بتشكيل حركة المرور ويمكن أن يضمن الاستخدام الدقيق جودة خدمة أفضل للخدمات ذات الأهمية الزمنية حتى في الشبكات شديدة الانشغال. ومع ذلك، يمكن أن يؤدي الإفراط في الاستخدام إلى مخاوف بشأن الإنصاف وحياد الشبكة أو حتى فرض فرض رقابة، عندما يتم حظر بعض أنواع حركة المرور بشدة أو بشكل كامل.

### الانقطاعات
يمكن أن يكون انقطاع الإنترنت أو انقطاعه ناتجًا عن مقاطعة الإشارات المحلية. قد تتسبب اضطرابات كبلات الاتصالات البحرية في انقطاع التيار الكهربائي أو التباطؤ في مناطق كبيرة، كما هو الحال في انقطاع الكابلات البحرية لعام 2008 . البلدان الأقل نموا أكثر عرضة للخطر بسبب قلة عدد الوصلات عالية القدرة. الكابلات الأرضية معرضة للخطر أيضًا، كما حدث في عام 2011 عندما قطعت امرأة تعمل في الحفر بحثًا عن الخردة المعدنية معظم التوصيلات لأمة أرمينيا. يمكن للحكومات تحقيق حالات تعتيم الإنترنت التي تؤثر على بلدان بأكملها تقريبًا كشكل من أشكال الرقابة على الإنترنت، كما هو الحال في حظر الإنترنت في مصر، حيث كان ما يقرب من 93٪  من الشبكات بدون وصول في عام 2011 في محاولة لوقف التعبئة من أجل مكافحة - احتجاجات الحكومة.
في 25 أبريل 1997، بسبب مزيج من خطأ بشري وخطأ برمجي، انتشر جدول توجيه غير صحيح في MAI Network Service (مزود خدمة إنترنت فرجينيا) عبر أجهزة التوجيه الأساسية وتسبب في حدوث اضطراب كبير في حركة مرور الإنترنت لبضع ساعات.

## التقنيات
عند الوصول إلى الإنترنت باستخدام مودم، يتم تحويل البيانات الرقمية إلى تمثيلية للإرسال عبر الشبكات التناظرية مثل شبكات الهاتف والكابلات. يمكن توصيل جهاز كمبيوتر أو أي جهاز آخر يصل إلى الإنترنت مباشرة بمودم يتصل بمزود خدمة الإنترنت (ISP) أو مشاركة اتصال الإنترنت الخاص بالمودم عبر شبكة المنطقة المحلية (LAN) التي توفر الوصول في منطقة محدودة مثل كمنزل أو مدرسة أو معمل كمبيوتر أو مبنى مكتبي.
على الرغم من أن الاتصال بشبكة لان قد يوفر معدلات بيانات عالية جدًا داخل الشبكة المحلية، إلا أن سرعة الوصول إلى الإنترنت الفعلية محدودة بواسطة ارتباط المنبع إلى مزود خدمة الإنترنت. قد تكون الشبكات المحلية سلكية أو لاسلكية. تعد إيثرنت عبر الكبلات المزدوجة الملتوية وواي-فاي من أكثر التقنيات شيوعًا المستخدمة لبناء شبكات لان اليوم، ولكن تم استخدام آرسينت وتوكين رينج ولوكالتوك والواجهة البينية للبيانات الموزعة بالألياف وغيرها من التقنيات في الماضي.
آي تربل إي 802.3 هو اسم معيار آي تربل إي 802.3 لاتصالات لان المادية  وواي-فاي هو اسم تجاري لشبكة محلية لاسلكية (WLAN) تستخدم أحد معايير آي تربل إي 802.11. كبلات إيثرنت مترابطة عبر المحولات وأجهزة التوجيه. يتم إنشاء شبكات واي فاي باستخدام هوائي لاسلكي واحد أو أكثر يسمى نقاط الوصول.
توفر العديد من «أجهزة المودم» وظائف إضافية لاستضافة شبكة لان لذا فإن معظم الوصول إلى الإنترنت اليوم يكون من خلال شبكة لان، غالبًا ما تكون شبكة لان صغيرة جدًا مزودة بجهاز واحد أو جهازين فقط. وعلى الرغم من أن الشبكات المحلية (LAN) هي شكل مهم من أشكال الوصول إلى الإنترنت، إلا أن هذا يثير التساؤل حول كيفية ومعدل البيانات التي تتصل بها الشبكة المحلية نفسها ببقية الإنترنت العالمي. يتم استخدام التقنيات الموضحة أدناه لإجراء هذه الاتصالات.

### الوصول إلى النطاق العريض السلكي
يشمل مصطلح النطاق العريض مجموعة واسعة من التقنيات، وكلها توفر وصولاً بمعدل بيانات أعلى إلى الإنترنت. تستخدم التقنيات التالية الأسلاك أو الكابلات على عكس النطاق العريض اللاسلكي الموصوف لاحقًا.

#### وصول الطلب الهاتفي
يستخدم الوصول إلى الإنترنت عبر الطلب الهاتفي مودم ومكالمة هاتفية يتم إجراؤها عبر شبكة الهاتف العامة (PSTN) للاتصال بمجموعة من أجهزة المودم التي يديرها مزود خدمة الإنترنت. يحول المودم الإشارة الرقمية للكمبيوتر إلى إشارة تمثيلية تنتقل عبر الحلقة المحلية لخط الهاتف حتى تصل إلى مرافق التحويل الخاصة بشركة الهاتف أو المكتب المركزي (CO) حيث يتم تحويلها إلى خط هاتف آخر يتصل بمودم آخر في الطرف البعيد من الاتصال.
يعمل اتصال الطلب الهاتفي على قناة واحدة، وهو يحتكر خط الهاتف وهو أحد أبطأ طرق الوصول إلى الإنترنت. غالبًا ما يكون الاتصال الهاتفي هو الشكل الوحيد للوصول إلى الإنترنت المتاح في المناطق الريفية لأنه لا يتطلب بنية تحتية جديدة بخلاف شبكة الهاتف الموجودة بالفعل، للاتصال بالإنترنت. عادةً، لا تتجاوز اتصالات الطلب الهاتفي سرعة 56 كيلوبت/ثانية، حيث يتم إجراؤها بشكل أساسي باستخدام أجهزة المودم التي تعمل بمعدل بيانات أقصى يبلغ 56 كيلوبت / ثانية (نحو المستخدم النهائي) و 34 أو 48 كيلوبت / ثانية المنبع (نحو الإنترنت العالمي).

#### متعدد الارتباط الطلب الهاتفي
يوفر الطلب الهاتفي متعدد الارتباطات نطاقًا تردديًا متزايدًا عن طريق ربط قنوات اتصالات الطلب الهاتفي المتعددة والوصول إليها كقناة بيانات واحدة. فهو يتطلب اثنين أو أكثر من أجهزة المودم وخطوط الهاتف وحسابات الطلب الهاتفي، بالإضافة إلى مزود خدمة الإنترنت الذي يدعم الربط المتعدد - وبالطبع يتم مضاعفة رسوم أي خط والبيانات. كان خيار مضاعفة الإرسال العكسي هذا شائعًا لفترة وجيزة لدى بعض المستخدمين المتميزين قبل توفر آي إس دي إن ودي إس إل والتقنيات الأخرى. قامت دايموند مالتي ميديا وغيره من البائعين بإنشاء أجهزة مودم خاصة لدعم الربط المتعدد.

#### الشبكة الرقمية للخدمات المتكاملة
الشبكة الرقمية للخدمات المتكاملة (ISDN) هي خدمة هاتفية مبدلة قادرة على نقل البيانات الصوتية والرقمية، وهي واحدة من أقدم طرق الوصول إلى الإنترنت. تم استخدام آي إس دي إن للتطبيقات الصوتية ومؤتمرات الفيديو وبيانات النطاق العريض. كانت آي إس دي إن شائعة جدًا في أوروبا، ولكنها أقل شيوعًا في أمريكا الشمالية. بلغ استخدامه ذروته في أواخر التسعينيات قبل توفر تقنيات دي إس إل ومودم الكبل.
يشتمل معدل آي إس دي إن الأساسي، المعروف باسم آي إس دي إن-بي آر آي، على قناتين «حامل» أو 64 كيلوبت / ثانية. يمكن استخدام هذه القنوات بشكل منفصل للمكالمات الصوتية أو البيانات أو ربطها معًا لتوفير 128 خدمة كيلوبت / ثانية. يمكن ربط خطوط آي إس دي إن-بي آر آي المتعددة معًا لتوفير معدلات بيانات أعلى من 128 كيلوبت / ثانية. يحتوي معدل آي إس دي إن الأساسي، المعروف باسم آي إس دي إن-بي آر إي، على 23 قناة حاملة (64 كيلوبت / ثانية لكل منهما) لمعدل بيانات مجمع يبلغ 1.5 ميغابت / ثانية (معيار الولايات المتحدة). يحتوي خط آي إس دي إن إي وان (المعيار الأوروبي) على 30 قناة حاملة ومعدل بيانات مجمع يبلغ 1.9 ميغابت / ثانية.

#### الخطوط المؤجرة
الخطوط المؤجرة هي خطوط مخصصة تستخدم بشكل أساسي من قبل مزودي خدمة الإنترنت والشركات والمؤسسات الكبيرة الأخرى لتوصيل الشبكات المحلية وشبكات الحرم الجامعي بالإنترنت باستخدام البنية التحتية الحالية لشبكة الهاتف العامة أو مقدمي الخدمات الآخرين. تُستخدم الخطوط المؤجرة، التي يتم تسليمها باستخدام الأسلاك والألياف الضوئية والراديو، لتوفير الوصول المباشر إلى الإنترنت بالإضافة إلى اللبنات الأساسية التي يتم من خلالها إنشاء العديد من أشكال الوصول إلى الإنترنت.
يعود تاريخ تقنية تي كاريير إلى عام 1957 وتوفر معدلات بيانات تتراوح بين 56 و 64 (DS0) إلى 1.5 (DS1 أو T1)، إلى 45 (DS3 أو T3). يحمل خط T1 24 قناة صوتية أو بيانات (24 DS0s)، لذلك يمكن للعملاء استخدام بعض القنوات للبيانات وغيرها لحركة المرور الصوتية أو استخدام جميع القنوات الـ 24 للحصول على بيانات قناة واضحة. يحمل خط DS3 (T3) 28 قناة DS1 (T1). تتوفر أيضًا خطوط T1 الكسرية بمضاعفات DS0 لتوفير معدلات بيانات بين 56 و 1500 . تتطلب خطوط الناقل T معدات إنهاء خاصة قد تكون منفصلة أو مدمجة في جهاز توجيه أو محول ويمكن شراؤها أو تأجيرها من مزود خدمة الإنترنت. المعيار المكافئ في اليابان هو J1 / J3. في أوروبا، يوفر معيار مختلف قليلاً، الناقل الإلكتروني، 32 قناة مستخدم (64) على E1 (2.0) و 512 قناة مستخدم أو 16 قناة E1 على E3 (34.4).
تعد الشبكات الضوئية المتزامنة (SONET، في الولايات المتحدة وكندا) والتسلسل الهرمي الرقمي المتزامن (SDH، في بقية العالم) بمثابة بروتوكولات تعدد الإرسال القياسية المستخدمة لنقل تدفقات البت الرقمية عالية البيانات عبر الألياف الضوئية باستخدام الليزر أو بدرجة عالية ضوء متماسك من الثنائيات الباعثة للضوء (LED). بمعدلات نقل منخفضة، يمكن أيضًا نقل البيانات عبر واجهة كهربائية. الوحدة الأساسية للتأطير هي OC-3c (بصري) أو STS-3c (كهربائي) والتي تحمل 155.520 . وبالتالي فإن OC-3c ستحمل ثلاث حمولات OC-1 (51.84 ميجابايت/ثانية) لكل منها سعة كافية لتضمين DS3 كامل. يتم تسليم معدلات البيانات الأعلى في مضاعفات OC-3c من أربعة توفر OC-12c (622.080)،OC-48c (2.488)، OC-192c (9.953) و OC-768c (39.813 جيجابت / ثانية). يشير الحرف "c" في نهاية تسميات OC إلى «متصل» ويشير إلى تدفق بيانات واحد بدلاً من عدة تدفقات بيانات متعددة الإرسال.
تتيح معايير 1 و 10 و 40 و 100 جيجابت إيثرنت (جيجابت، 10 جيجابت، 40/100 جيجابت إيثرنت) (802.3) تسليم البيانات الرقمية عبر الأسلاك النحاسية على مسافات تصل إلى 100 م وأكثر من الألياف الضوئية على مسافات 40 إلى 40.

#### الوصول إلى الإنترنت عبر الكابل
يوفر الإنترنت الكبلي الوصول باستخدام مودم كبل على أسلاك متحدة المحور من الألياف المختلطة تم تطويرها في الأصل لنقل الإشارات التلفزيونية. قد يقوم كبل الألياف الضوئية أو الكبل النحاسي المحوري بتوصيل عقدة بموقع العميل عند اتصال يُعرف باسم إسقاط الكبل. في نظام إنهاء مودم الكبل، تتصل جميع العقد لمشتركي الكبل في الحي بالمكتب المركزي لشركة الكابلات، والمعروف باسم «الرأس». تقوم شركة الكابلات بعد ذلك بالاتصال بالإنترنت باستخدام مجموعة متنوعة من الوسائل - عادةً كبل الألياف الضوئية أو الإرسال عبر الأقمار الصناعية والميكروويف الرقمي. مثل دي إس إل، يوفر كابل النطاق العريض اتصالاً مستمراً بمزود خدمة الإنترنت.
المصب، الاتجاه نحو المستخدم، يمكن أن تصل معدلات البت إلى 1000 ميجابايت/ثانية في بعض البلدان، باستخدام DOCSIS 3.1. تتراوح حركة المرور الأولية، التي تنشأ عند المستخدم، من 384 كيلوبت / ثانية إلى أكثر من 50 ميغابت / ثانية. يعد DOCSIS 4.0 بما يصل إلى 10 جيجابت / ثانية للتنزيل و 6 جيجابت / ثانية في المنبع، ومع ذلك لم يتم تنفيذ هذه التقنية في الاستخدام الفعلي. يميل الوصول إلى كبل النطاق العريض إلى خدمة عدد أقل من عملاء الأعمال لأن شبكات كبل التلفزيون الحالية تميل إلى خدمة المباني السكنية والمباني التجارية لا تتضمن دائمًا الأسلاك لشبكات الكابلات المحورية. بالإضافة إلى ذلك، نظرًا لأن مشتركي كبل النطاق العريض يتشاركون في نفس الخط المحلي، فقد يتم اعتراض الاتصالات من قبل المشتركين المجاورين. توفر شبكات الكبل بانتظام مخططات تشفير للبيانات التي تنتقل من وإلى العملاء، ولكن قد يتم إحباط هذه المخططات.

#### خط المشترك الرقمي (دي إس إل وإيه دي إس إل وإس دي إس إل وفي دي إس إل)
توفر خدمة خط المشترك الرقمي (دي إس إل) اتصالاً بالإنترنت عبر شبكة الهاتف. على عكس الطلب الهاتفي، يمكن أن يعمل دي إس إل باستخدام خط هاتف واحد دون منع الاستخدام العادي لخط الهاتف للمكالمات الهاتفية الصوتية. يستخدم دي إس إل الترددات العالية، بينما تُترك الترددات المنخفضة (المسموعة) للخط مجانية للاتصالات الهاتفية العادية. يتم فصل نطاقات التردد هذه لاحقًا بواسطة مرشحات مثبتة في مقر العميل.
كانت دي إس إل تعني في الأصل «حلقة المشترك الرقمية». في تسويق الاتصالات السلكية واللاسلكية، من المفهوم على نطاق واسع أن مصطلح خط المشترك الرقمي يعني خط المشترك الرقمي غير المتماثل (إيه دي إس إل)، وهو أكثر أنواع دي إس إل شيوعًا. عادةً ما يتراوح معدل نقل البيانات لخدمات دي إس إل للمستهلكين من 256 كيلوبت / ثانية إلى 20 ميغابت / ثانية في الاتجاه إلى العميل (المصب)، اعتمادًا على تقنية دي إس إل وظروف الخط وتنفيذ مستوى الخدمة. في إيه دي إس إل، يكون معدل نقل البيانات في اتجاه المنبع، (أي في الاتجاه إلى مزود الخدمة) أقل من ذلك في اتجاه المصب (أي للعميل)، ومن ثم يتم تعيين غير متماثل. مع وجود خط مشترك رقمي متماثل (إس دي إس إل)، تكون معدلات البيانات النهائية والمصب متساوية.
خط المشترك الرقمي عالي معدل البت (في دي إس إل أو في إتش دي إس إل، ITU G.993.1)  هو معيار خط مشترك رقمي (دي إس إل) معتمد في 2001 يوفر معدلات بيانات تصل إلى 52 ميجابايت/ثانية المصب و 16 ميجابايت/ثانية المنبع عبر الأسلاك النحاسية  وما يصل إلى 85 ميجابت / ثانية للأسفل والجزء العلوي على الكبل المحوري. في دي إس إل قادر على دعم تطبيقات مثل التلفزيون عالي الوضوح، وكذلك خدمات الهاتف (الصوت عبر IP) والوصول العام إلى الإنترنت، عبر اتصال مادي واحد.
في دي إس إل2 (ITU-T G.993.2) هو إصدار من الجيل الثاني وتعزيز لـ في دي إس إل. تمت الموافقة عليه في فبراير 2006، وهو قادر على توفير معدلات بيانات تتجاوز 100 ميغابت / ثانية في وقت واحد في اتجاهي المنبع والمصب. ومع ذلك، يتم تحقيق أقصى معدل للبيانات في مدى يبلغ حوالي 300 متر ويتدهور الأداء مع زيادة توهين المسافة والحلقة.
حلقات دي إس إل (دي إس إل آر) أو حلقات بونديد دي إس إل هي طوبولوجيا حلقة تستخدم تقنية دي إس إل على أسلاك الهاتف النحاسية الحالية لتوفير معدلات بيانات تصل إلى 400 ميغابت / ثانية.

#### الألياف البصرية إلى المنازل
دائرة بصرية مغلقة (FTTH) هو عضو واحد من عائلة Fiber-to-the-x (FTTx) التي تشمل الألياف إلى المبنى أو الطابق السفلي (FTTB)، والألياف إلى المبنى (FTTP))، و Fiber-to-the-office (FTTD)، و Fiber-to-the-curb (FTTC)، و Fiber-to-the-node (FTTN). كل هذه الطرق تجعل البيانات أقرب إلى المستخدم النهائي على الألياف الضوئية. تتعلق الاختلافات بين الطرق في الغالب بمدى قرب وصول الألياف إلى المستخدم النهائي. تتشابه جميع طرق التوصيل هذه مع أنظمة الألياف المحورية الهجينة (HFC) المستخدمة لتوفير الوصول إلى الإنترنت عبر الكابل.
يوفر استخدام الألياف الضوئية معدلات بيانات أعلى بكثير على مسافات أطول نسبيًا. تستخدم معظم الأعمدة الأساسية للتلفزيون الكبلي والإنترنت عالي السعة بالفعل تقنية الألياف الضوئية، مع تحويل البيانات إلى تقنيات أخرى (دي إس إل، والكابل، وخدمة الهاتف التقليدية الصرفة) للتسليم النهائي للعملاء.
في عام 2010، بدأت أستراليا في نشر شبكة النطاق العريض الوطنية الخاصة بها في جميع أنحاء البلاد باستخدام كابلات الألياف الضوئية إلى 93 في المائة من المنازل والمدارس والشركات الأسترالية. تم التخلي عن المشروع من قبل حكومة LNP اللاحقة، لصالح تصميم FTTN مختلط، والذي تبين أنه أكثر تكلفة وأحدث تأخيرات. جهود مماثلة جارية في إيطاليا وكندا والهند والعديد من البلدان الأخرى (انظر الألياف إلى المباني حسب البلد).

#### الإنترنت عبر الإنترنت
الإنترنت خط السلطة، والمعروف أيضا باسم النطاق العريض عبر خطوط الكهرباء (BPL)، يحمل بيانات الإنترنت على الموصلات التي تستخدم أيضا ل نقل الطاقة الكهربائية. بسبب البنية التحتية الواسعة لخطوط الطاقة الموجودة بالفعل، يمكن لهذه التكنولوجيا أن توفر للناس في المناطق الريفية والمناطق السكانية المنخفضة الوصول إلى الإنترنت بتكلفة قليلة من حيث معدات النقل أو الكابلات أو الأسلاك الجديدة. معدلات البيانات غير متماثلة وتتراوح عمومًا من 256 كيلوبت / ثانية إلى 2.7 ميجابايت/ثانية.
نظرًا لأن هذه الأنظمة تستخدم أجزاء من الطيف الراديوي الموزعة لخدمات اتصالات أخرى عبر الهواء، فإن التداخل بين الخدمات يعد عاملاً مقيدًا في إدخال أنظمة الإنترنت لخطوط الطاقة. يحدد معيار IEEE P1901 أنه يجب على جميع بروتوكولات خطوط الطاقة اكتشاف الاستخدام الحالي وتجنب التداخل معه.
تطور الإنترنت عبر خطوط الطاقة في أوروبا أسرع منه في الولايات المتحدة بسبب الاختلاف التاريخي في فلسفات تصميم نظام الطاقة. لا يمكن أن تمر إشارات البيانات عبر محولات التنحي المستخدمة ولذلك يجب تثبيت مكرر على كل محول. في الولايات المتحدة، يخدم المحول مجموعة صغيرة من واحد إلى عدة منازل. في أوروبا، من الشائع أن يقوم محول أكبر إلى حد ما بخدمة مجموعات أكبر من 10 إلى 100 منزل. وبالتالي، تتطلب مدينة أمريكية نموذجية عددًا أكبر من أجهزة إعادة الإرسال من حيث الحجم مقارنة بمدينة أوروبية مماثلة.

#### النقل غير المتزامن
يعد وضع النقل غير المتزامن (ATM) وترحيل الإطار معايير شبكات واسعة النطاق يمكن استخدامها لتوفير الوصول إلى الإنترنت بشكل مباشر أو ككتل بناء لتقنيات الوصول الأخرى. على سبيل المثال، تستخدم العديد من تطبيقات دي إس إل طبقة ATM فوق طبقة تدفق البتات منخفضة المستوى لتمكين عدد من التقنيات المختلفة عبر نفس الارتباط. عادةً ما يتم توصيل شبكات LAN الخاصة بالعملاء بمحول ATM أو عقدة ترحيل الإطارات باستخدام الخطوط المؤجرة بمدى واسع من معدلات البيانات.
على الرغم من استمرار استخدامها على نطاق واسع، مع ظهور إثرنت عبر الألياف الضوئية وتبديل عديد البروتوكولات باستخدام المؤشرات التعريفية وشبكة خاصة افتراضية وخدمات النطاق العريض مثل مودم الكبل ودي إس إل والنقل غير المتزامن وفريم ديلاي، لم تعد تلعب الدور البارز الذي كانت تؤديه من قبل.

### الوصول اللاسلكي واسع النطاق
يتم استخدام النطاق العريض اللاسلكي لتوفير الوصول إلى الإنترنت الثابت والمتنقل بالتقنيات التالية.

#### النطاق العريض عبر الأقمار الصناعية

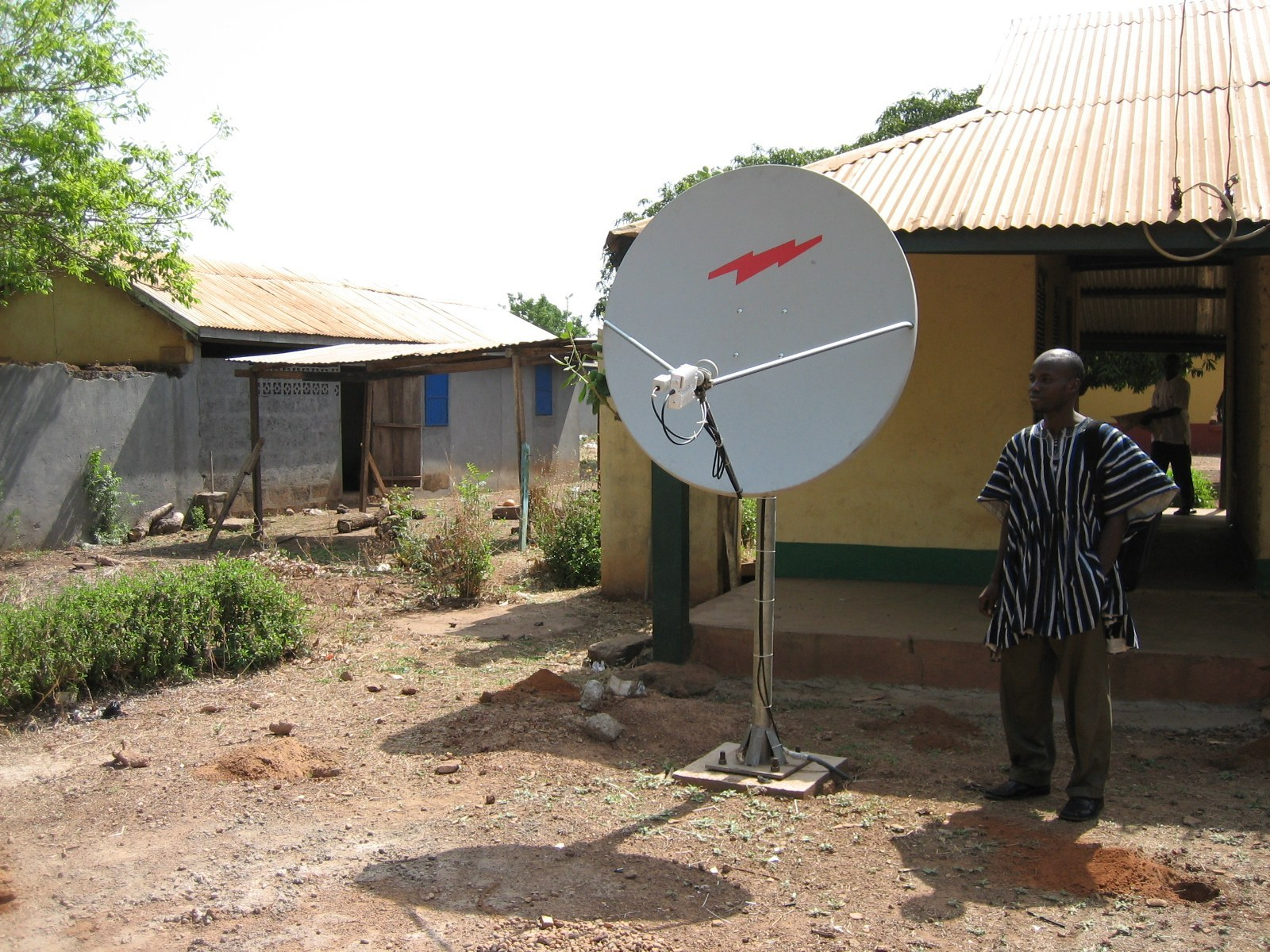
الوصول إلى الإنترنت عبر الأقمار الصناعية عبر فيسات في غانا

يوفر الوصول إلى الإنترنت عبر الأقمار الصناعية الوصول إلى الإنترنت الثابت والمحمول والمتنقل. تتراوح معدلات البيانات من 2 كيلوبت / ثانية إلى 1 Gbit / s downstream ومن 2 كيلوبت / ثانية إلى 10 ميجابايت/ثانية upstream. في نصف الكرة الشمالي، تتطلب أطباق هوائي الأقمار الصناعية خط رؤية واضحًا للسماء الجنوبية، بسبب الموقع الاستوائي لجميع الأقمار الصناعية المستقرة بالنسبة إلى الأرض. في نصف الكرة الجنوبي، ينقلب هذا الوضع، وتتجه الأطباق نحو الشمال. يمكن أن تتأثر الخدمة سلبًا بالرطوبة والأمطار والثلوج (المعروفة باسم تلاشي المطر). يتطلب النظام هوائي اتجاهي موجه بعناية.
تعمل الأقمار الصناعية في مدار أرضي ثابت بالنسبة إلى الأرض (GEO) في موقع ثابت 35786 كيلومتر (22,236 ميل) فوق خط استواء الأرض. بسرعة الضوء (حوالي 300000 كم/ ثانية أو 186000 ميل في الثانية)، يستغرق الأمر ربع ثانية حتى تنتقل إشارة الراديو من الأرض إلى القمر الصناعي والعودة. عند إضافة تأخيرات التحويل والتوجيه الأخرى ومضاعفة التأخيرات للسماح بالإرسال الكامل ذهابًا وإيابًا، يمكن أن يكون التأخير الإجمالي 0.75 إلى 1.25 ثانية. يعتبر زمن الانتقال هذا كبيرًا عند مقارنته بأشكال أخرى من الوصول إلى الإنترنت بزمن انتقال نموذجي يتراوح من 0.015 إلى 0.2 ثانية. تؤثر فترات الاستجابة الطويلة سلبًا على بعض التطبيقات التي تتطلب استجابة في الوقت الفعلي، وخاصة الألعاب عبر الإنترنت، الصوت عبر الإنترنت، وأجهزة التحكم عن بعد. يمكن لتقنيات ضبط بروتوكول التحكم في الإرسال (TCP) وتسريع بروتوكول التحكم في الإرسال (TCP) التخفيف من بعض هذه المشاكل. لا تغطي سواتل GEO المناطق القطبية للأرض. تمتلك هيوز نت واكسدي وإيه تي آند تي ودش نيتورك أنظمة GEO.
أقمار صناعية في مدار أرضي منخفض (LEO، أقل من 2000 كم أو 1243 ميل) ومدار أرضي متوسط (MEO، بين 2000 و 35786 كم أو 1,243 و 22,236 ميل) أقل شيوعًا، وتعمل على ارتفاعات منخفضة، وليست ثابتة في وضعها فوق الأرض. تسمح الارتفاعات المنخفضة بزمن انتقال أقل وتجعل تطبيقات الإنترنت التفاعلية في الوقت الفعلي أكثر جدوى. تشمل أنظمة ليو جلوبال ستار وإيريديوم. كوكبة O3b MEO عبارة عن نظام مدار أرضي متوسط بزمن انتقال قدره 125 مللي ثانية. كومستيلشن ™ هو نظام ليو، من المقرر إطلاقه في عام 2015، ومن المتوقع أن يكون زمن انتقاله 7 فقط الآنسة.

#### النطاق العريض المتنقل
النطاق العريض المتنقل هو المصطلح التسويقي للوصول إلى الإنترنت اللاسلكي الذي يتم توفيره من خلال أبراج الهاتف المحمول لأجهزة الكمبيوتر والهواتف المحمولة (تسمى «الهواتف المحمولة» في أمريكا الشمالية وجنوب إفريقيا و «الهواتف المحمولة» في آسيا) والأجهزة الرقمية الأخرى التي تستخدم أجهزة المودم المحمولة. تسمح بعض خدمات الهاتف المحمول بالاتصال بأكثر من جهاز واحد بالإنترنت باستخدام اتصال خلوي واحد باستخدام عملية تسمى الربط. قد تكون مبنية المودم في أجهزة الكمبيوتر المحمولة والأجهزة اللوحية، والهواتف النقالة، وغيرها من الأجهزة، إضافة إلى بعض الأجهزة التي تستخدم بطاقات PC، أجهزة المودم USB، ووحدة الذاكرة الفلاشية أو دونجل، أو منفصلة أجهزة المودم اللاسلكية يمكن استخدامها.
يتم تقديم تقنية وبنية تحتية جديدة للهاتف المحمول بشكل دوري وتنطوي عمومًا على تغيير في الطبيعة الأساسية للخدمة، وتقنية الإرسال غير المتوافقة مع الإصدارات السابقة، ومعدلات بيانات الذروة الأعلى، ونطاقات التردد الجديدة، وعرض نطاق تردد القناة الأوسع في هرتز. يشار إلى هذه التحولات بالأجيال. أصبحت خدمات البيانات المتنقلة الأولى متاحة خلال الجيل الثاني (2G).
الجيل الثاني (2G) من 1991:
| السرعات بالكيلوبيت / ثانية                            | صعودا وهبوطا                   | صعودا وهبوطا                   |
| · GSM CSD بيانات تبديل الدائرة                        | 9.6 كيلوبت / ثانية             | 9.6 كيلوبت / ثانية             |
| · CDPD بيانات الحزمة الرقمية الخلوية                  | ما يصل إلى 19.2 كيلوبت / ثانية | ما يصل إلى 19.2 كيلوبت / ثانية |
| · GSM جي بي آر إس (2.5 جرام)                          | 56 إلى 115 كيلوبت / ثانية      | 56 إلى 115 كيلوبت / ثانية      |
| · معدلات البيانات المحسنة لتطور نظام جي إس إم (2.75G) | ما يصل إلى 237 كيلوبت / ثانية  | ما يصل إلى 237 كيلوبت / ثانية  |

الجيل الثالث (3G) من 2001:
| السرعات في ميجابايت/ثانية                     | أسفل               | فوق                |
| · UMTS W-CDMA                                 | 0.4 ميجابت / ثانية | 0.4 ميجابت / ثانية |
| · الوصول عالي السرعة لرزم البيانات            | 14.4               | 5.8                |
| · نظام الاتصالات المتنقلة العام               | 16 ميجابت / ثانية  | 16 ميجابت / ثانية  |
| · سي دي إم أيه 2000 1xRTT                     | 0.3                | 0.15               |
| · سي دي إم أيه 2000 EV-DO                     | 2.5 - 4.9          | 0.15 - 1.8         |
| · معدلات البيانات المحسنة لتطور نظام جي إس إم | 1.6                | 0.5                |

الجيل الرابع (4G) من 2006:
| السرعات في ميجابايت/ثانية | السرعات في ميجابايت/ثانية               | أسفل                        | فوق                         |
| ·                         | الوصول عالي السرعة المعزز لرزم البيانات | 21-672                      | 5.8 - 168                   |
| ·                         | شبكة واي ماكس المحمولة (802.16)         | 37-365                      | 17–376                      |
| ·                         | تطور طويل الأمد (شبكات اتصالات) LTE     | 100 - 300                   | 50-75                       |
| ·                         | LTE- متقدم :                            |                             |                             |
|                           | · تتحرك بسرعات أعلى                     | 100 ميجابت / ثانية          | 100 ميجابت / ثانية          |
|                           | · لا تتحرك أو تتحرك بسرعات منخفضة       | تصل إلى 1000 ميجابت / ثانية | تصل إلى 1000 ميجابت / ثانية |
| ·                         | MBWA (802.20)                           | 80 ميجابت / ثانية           | 80 ميجابت / ثانية           |

معدلات التنزيل (للمستخدم) والتحميل (إلى الإنترنت) المذكورة أعلاه هي معدلات الذروة أو القصوى وسيشهد المستخدمون النهائيون عادةً معدلات بيانات أقل.
تم تطوير واي ماكس في الأصل لتقديم خدمة لاسلكية ثابتة مع إضافة التنقل اللاسلكي في عام 2005. لم يعد يتم تطوير CDPD و CDMA2000 EV-DO و MBWA بنشاط.
في عام 2011، كان 90٪ من سكان العالم يعيشون في مناطق ذات تغطية 2G، بينما يعيش 45٪ في مناطق بها تغطية 2G و 3G.

#### واي ماكس
تعد إمكانية التشغيل البيني على مستوى العالم للوصول إلى الموجات الدقيقة (واي ماكس) مجموعة من التطبيقات القابلة للتشغيل البيني لمجموعة معايير الشبكة اللاسلكية IEEE 802.16 المعتمدة من قبل منتدى واي ماكس. يتيح واي ماكس «توصيل الوصول إلى النطاق العريض اللاسلكي للميل الأخير كبديل للكابل ودي إس إل». تم نشر معيار IEEE 802.16 الأصلي، المسمى الآن «فيكسيد واي ماكس»، في عام 2001 وقدم معدلات بيانات تتراوح من 30 إلى 40 ميجابت في الثانية. تمت إضافة دعم التنقل في 2005. يوفر تحديث عام 2011 معدلات بيانات تصل إلى 1 جيجابت / ثانية للمحطات الثابتة. تقدم واي ماكس شبكة منطقة حضرية بنصف قطر إشارة يبلغ حوالي 50 كيلومتر (30 ميلاً)، وهو ما يتجاوز بكثير النطاق اللاسلكي البالغ 30 مترًا (100 قدم) لشبكة محلية تقليدية لشبكة واي-فاي المحلية (LAN). تخترق إشارات واي ماكس أيضًا جدران المباني بشكل أكثر فاعلية من واي-فاي.

#### مزود خدمة الإنترنت اللاسلكي

شعار Wi-Fi

يعمل موفرو خدمة الإنترنت اللاسلكي (WISP) بشكل مستقل عن مشغلي الهاتف المحمول. تستخدم WISP عادةً أنظمة راديو IEEE 802.11 Wi-Fi منخفضة التكلفة لربط المواقع البعيدة عبر مسافات بعيدة (شبكة Wi-Fi طويلة المدى)، ولكنها قد تستخدم أيضًا أنظمة اتصالات لاسلكية أخرى ذات طاقة أعلى.

مخطط نطاق WI-FI

802.11a / b / g / n / ac التقليدية هي خدمة متعددة الاتجاهات غير مرخصة مصممة لتمتد بين 100 و 150 م (300 إلى 500 قدم). من خلال تركيز إشارة الراديو باستخدام هوائي اتجاهي (حيث تسمح به اللوائح)، يمكن لـ 802.11 العمل بشكل موثوق على مسافة عدة كيلومترات (أميال)، على الرغم من أن متطلبات خط الرؤية الخاصة بالتكنولوجيا تعيق الاتصال في المناطق ذات التلال أو التضاريس شديدة التصفيف. بالإضافة إلى ذلك، بالمقارنة مع الاتصال السلكي، هناك مخاطر أمنية (ما لم يتم تمكين بروتوكولات الأمان القوية)؛ عادة ما تكون معدلات البيانات أبطأ (2 إلى 50 مرة أبطأ)؛ وقد تكون الشبكة أقل استقرارًا، بسبب التداخل من الأجهزة والشبكات اللاسلكية الأخرى، ومشكلات الطقس وخط البصر.
مع تزايد شعبية الأجهزة الاستهلاكية غير المرتبطة التي تعمل على نفس 2.4 نطاق جيجاهرتز، انتقل العديد من مقدمي الخدمة إلى [[قائمة قنوات WLAN # 5 جيجاهرتز (802a / h / j / n / ac) [18] | نطاق ISM 5 جيجا هرتز]]. إذا كان مزود الخدمة يحمل ترخيص الطيف الضروري، فيمكنه أيضًا إعادة تكوين العلامات التجارية المختلفة لأجهزة Wi-Fi الجاهزة للعمل على النطاق الخاص به بدلاً من النطاق المزدحم غير المرخص. استخدام الترددات الأعلى له مزايا مختلفة:
- عادة ما تسمح الهيئات التنظيمية بمزيد من الطاقة واستخدام هوائيات اتجاهية (أفضل)،
- يوجد نطاق ترددي أكبر بكثير للمشاركة، مما يتيح إنتاجية أفضل وتعايشًا أفضل،
- هناك عدد أقل من الأجهزة الاستهلاكية التي تعمل بأكثر من 5 جيجاهرتز من 2.4 جيجاهرتز، وبالتالي توجد مصادر تداخل أقل،
- تنتشر الأطوال الموجية الأقصر بشكل أسوأ بكثير من خلال الجدران والبنى الأخرى، وبالتالي فإن تسرب التداخل أقل بكثير خارج منازل المستهلكين.

يمكن استخدام تقنيات خاصة مثل مظلة موتورولا والذرائع بواسطة WISP لتوفير وصول لاسلكي إلى الأسواق الريفية والأسواق الأخرى التي يصعب الوصول إليها باستخدام واي فاي أو واي ماكس. هناك عدد من الشركات التي تقدم هذه الخدمة.

#### خدمة التوزيع المحلي متعدد النقاط
خدمة التوزيع المحلي متعدد النقاط (LMDS) هي تقنية وصول لاسلكي واسع النطاق تستخدم إشارات الميكروويف التي تعمل بين 26 جيجاهرتز و 29 جيجاهرتز. تم تصميمه في الأصل لإرسال التلفزيون الرقمي (DTV)، وقد تم تصميمه على أنه تقنية لاسلكية ثابتة من نقطة إلى عدة نقاط للاستخدام في الميل الأخير. تتراوح معدلات البيانات من 64 كيلوبت / ثانية إلى 155 ميجابت / ثانية. المسافة عادة محدودة بحوالي 1.5 ميل (2.4 كـم)، ولكن روابط تصل إلى 5 أميال (8 كم) من المحطة الأساسية في بعض الظروف.
تم تجاوز LMDS في كل من الإمكانات التكنولوجية والتجارية من خلال معايير LTE وواي ماكس.

### شبكات الوصول الهجين
في بعض المناطق، ولا سيما في المناطق الريفية، يجعل طول الخطوط النحاسية من الصعب على مشغلي الشبكات تقديم خدمات ذات نطاق ترددي عالٍ. البديل هو الجمع بين شبكة وصول ثابتة، عادةً خط المشترك الرقمي، مع شبكة لاسلكية، عادةً هو تطور طويل الأمد (شبكات اتصالات). قام منتدى النطاق العريض بتوحيد بنية لشبكات الوصول الهجين هذه.

### البدائل غير التجارية لاستخدام خدمات الإنترنت

#### حركات الشبكات اللاسلكية الشعبية
يُستخدم أحيانًا نشر عدة نقاط وصول واي فاي متجاورة لإنشاء شبكات لاسلكية على مستوى المدينة (الشبكة اللاسلكية البلدية). عادة ما تطلبه البلدية المحلية من WISPs التجاريين.
أدت الجهود الشعبية أيضًا إلى انتشار شبكات المجتمع اللاسلكي على نطاق واسع في العديد من البلدان، النامية والمتقدمة على حد سواء. عادةً ما تكون تركيبات ISP اللاسلكية في المناطق الريفية غير تجارية بطبيعتها، وبدلاً من ذلك هي خليط من الأنظمة التي تم إنشاؤها بواسطة هواة تركيب الهوائيات على صواري وأبراج الراديو، أو صوامع التخزين الزراعية، أو الأشجار الطويلة جدًا، أو أي أشياء أخرى متوفرة.
عندما لا يكون تنظيم الطيف الراديوي مناسبًا للمجتمع، أو القنوات مزدحمة أو عندما لا يستطيع السكان المحليون توفير المعدات، يمكن أيضًا نشر الاتصالات البصرية في الفضاء الحر بطريقة مماثلة للإرسال من نقطة إلى نقطة في الهواء (بدلاً من الألياف) كابل بصري).

#### راديو الحزمة
راديو الحزمة يربط أجهزة الكمبيوتر أو الشبكات بأكملها التي يديرها هواة الراديو مع خيار الوصول إلى الإنترنت. لاحظ أنه وفقًا للقواعد التنظيمية الموضحة في ترخيص HAM، يجب أن يرتبط الوصول إلى الإنترنت والبريد الإلكتروني ارتباطًا وثيقًا بأنشطة هواة الأجهزة.

#### سنيكرنت
يشير المصطلح، لعبة اللسان في الخد على الشبكة (العمل) كما هو الحال في الإنترنت أو إيثرنت، إلى ارتداء أحذية رياضية كآلية نقل البيانات.
بالنسبة لأولئك الذين ليس لديهم إمكانية الوصول إلى النطاق العريض أو لا يستطيعون تحمل تكاليفه في المنزل، يتم تنزيل الملفات الكبيرة ونشر المعلومات عن طريق الإرسال عبر شبكات مكان العمل أو المكتبات، ويتم نقلها إلى المنزل ومشاركتها مع الجيران عن طريق سنيكرنت. الكوبي إل باكيت سيمانال هو مثال منظم على ذلك.
هناك العديد من التطبيقات اللامركزية الشبكات المتسامحة مع التأخير نظير إلى نظير والتي تهدف إلى أتمتة ذلك بالكامل باستخدام أي واجهة متاحة، بما في ذلك كل من الشبكة اللاسلكية (بلوتوث أو شبكة واي فاي أو P2P أو النقاط الفعالة) وتلك المتصلة فعليًا (تخزين يو إس بي، إيثرنت، إلخ.).
يمكن أيضًا استخدام سنيكرنت جنبًا إلى جنب مع نقل بيانات شبكة الكمبيوتر لزيادة أمان البيانات أو الإنتاجية الإجمالية لحالات استخدام البيانات الضخمة. يستمر الابتكار في المنطقة حتى يومنا هذا، على سبيل المثال، أعلنت إيه دبليو إس مؤخرًا عن إعلان سنوبول، كما تتم معالجة البيانات المجمعة بطريقة مماثلة من قبل العديد من معاهد البحوث والوكالات الحكومية.

## التسعير والإنفاق

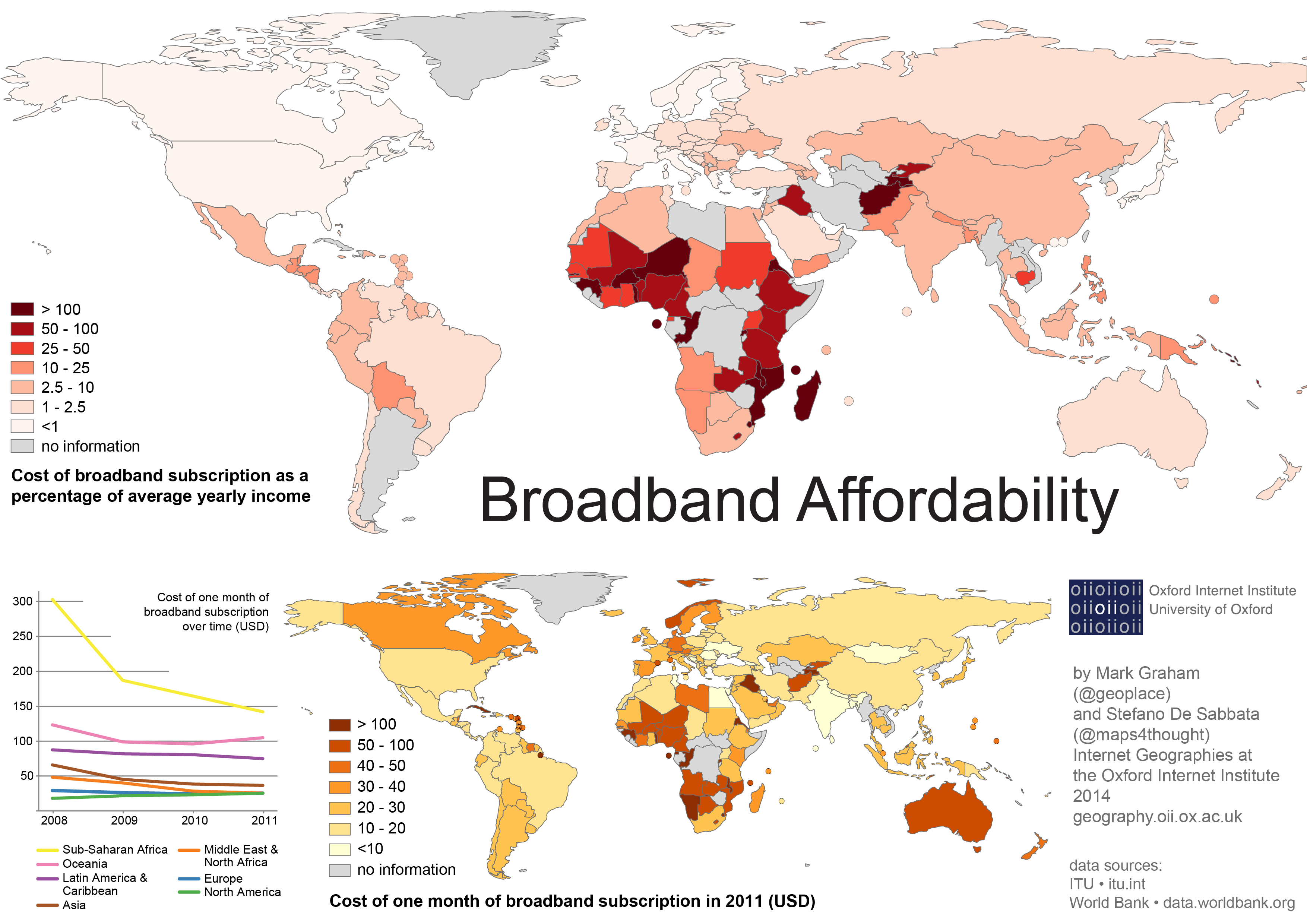
القدرة على تحمل تكاليف النطاق العريض في عام 2011تقدم هذه الخريطة لمحة عامة عن القدرة على تحمل تكلفة النطاق العريض، مثل العلاقة بين متوسط الدخل السنوي للفرد وتكلفة الاشتراك في النطاق العريض (تشير البيانات إلى عام 2011). المصدر: المعلومات الجغرافية في معهد أكسفورد للإنترنت.

الوصول إلى الإنترنت مقيد بالعلاقة بين الأسعار والموارد المتاحة للإنفاق. فيما يتعلق بالأخير، يقدر أن 40٪ من سكان العالم لديهم أقل من 20 دولارًا أمريكيًا سنويًا للإنفاق على تكنولوجيا المعلومات والاتصالات (ICT). في المكسيك، يُقدر أفقر 30٪ من المجتمع بحوالي 35 دولارًا أمريكيًا سنويًا (3 دولارات أمريكية شهريًا) وفي البرازيل، يبلغ عدد أفقر 22٪ من السكان 9 دولارات أمريكية فقط سنويًا للإنفاق على تكنولوجيا المعلومات والاتصالات (0.75 دولار أمريكي لكل فرد) شهر). من المعروف في أمريكا اللاتينية أن الحد الفاصل بين تكنولوجيا المعلومات والاتصالات كسلعة ضرورية وتكنولوجيا المعلومات والاتصالات كسلعة فاخرة هو تقريبًا «الرقم السحري» البالغ 10 دولارات أمريكية للفرد في الشهر، أو 120 دولارًا أمريكيًا في السنة. هذا هو مقدار الإنفاق على تكنولوجيا المعلومات والاتصالات الذي يعتبره الناس ضرورة أساسية. تتجاوز أسعار الوصول إلى الإنترنت الحالية الموارد المتاحة بشكل كبير في العديد من البلدان.
يدفع مستخدمو الاتصال الهاتفي تكاليف إجراء مكالمات هاتفية محلية أو بعيدة المدى، وعادة ما يدفعون رسوم اشتراك شهرية، وقد يخضعون لرسوم إضافية لكل دقيقة أو رسوم على حركة المرور، وحدود زمنية للاتصال من قبل مزود خدمة الإنترنت. على الرغم من أنه أقل شيوعًا اليوم مما كان عليه في الماضي، يتم تقديم بعض الوصول عبر الطلب «مجانًا» مقابل مشاهدة إعلانات البانر كجزء من خدمة الاتصال الهاتفي. نت زيرو وبلولايت وجونو وفرينت (NZ) والشبكات المجانية هي أمثلة على الخدمات التي توفر الوصول المجاني. تواصل بعض شبكات المجتمع اللاسلكية تقليد توفير الوصول المجاني إلى الإنترنت.
غالبًا ما يتم بيع الوصول إلى الإنترنت عبر النطاق العريض الثابت وفقًا لنموذج تسعير «غير محدود» أو سعر ثابت، مع تحديد السعر من خلال الحد الأقصى لمعدل البيانات الذي يختاره العميل، بدلاً من سعر الدقيقة أو الرسوم المستندة إلى حركة المرور. تعد الرسوم المفروضة على كل دقيقة ورسوم وحركة المرور من الأمور الشائعة للوصول إلى الإنترنت عبر النطاق العريض للأجهزة المحمولة.
قامت خدمات الإنترنت مثل فيسبوك وويكيبيديا وجوجل ببناء برامج خاصة للشراكة مع مشغلي شبكات الهاتف المحمول (MNO) لتقديم نسبة الصفر في تكلفة أحجام البيانات الخاصة بهم كوسيلة لتقديم خدماتهم على نطاق أوسع في الأسواق النامية.
مع زيادة طلب المستهلكين على تدفق المحتوى مثل الفيديو عند الطلب ومشاركة الملفات من نظير إلى نظير، زاد الطلب على النطاق الترددي بسرعة وبالنسبة لبعض مزودي خدمة الإنترنت، فقد يصبح نموذج التسعير الثابت غير مستدام. ومع ذلك، مع تقدير التكاليف الثابتة لتمثل 80-90٪ من تكلفة تقديم خدمة النطاق العريض، فإن التكلفة الحدية لنقل حركة إضافية منخفضة. لا يكشف معظم مزودي خدمات الإنترنت عن تكاليفهم، لكن تكلفة نقل غيغابايت من البيانات في عام 2011 قدرت بنحو 0.03 دولار.
يقدر بعض مزودي خدمات الإنترنت أن عددًا قليلاً من مستخدميهم يستهلكون جزءًا غير متناسب من النطاق الترددي الإجمالي. استجابةً لذلك، يفكر بعض مزودي خدمة الإنترنت، أو يجربون، أو قاموا بتنفيذ مجموعات من التسعير المستند إلى حركة المرور، والوقت من اليوم أو تسعير «الذروة» و «خارج الذروة»، وعرض النطاق الترددي أو حدود حركة المرور. يدعي آخرون أنه نظرًا لأن التكلفة الحدية للنطاق الترددي الإضافي صغيرة جدًا مع تثبيت 80 إلى 90 في المائة من التكاليف بغض النظر عن مستوى الاستخدام، فإن مثل هذه الخطوات غير ضرورية أو مدفوعة بمخاوف أخرى غير تكلفة تقديم النطاق الترددي للمستخدم النهائي.
في كندا، فرض كل من روجر هاي سبيد إنترنت وبيل كندا حدود عرض النطاق الترددي. في عام 2008، بدأت وارنر ميديا بتجربة التسعير على أساس الاستخدام في بومونت، تكساس. في عام 2009، واجهت محاولة من قبل تايم وارنير لتوسيع الأسعار القائمة على الاستخدام في منطقة روتشستر بنيويورك مقاومة عامة، ومع ذلك، تم التخلي عنها. في 1 أغسطس 2012 في ناشفيل بولاية تينيسي وفي 1 أكتوبر 2012 في توكسون، بدأت أريزونا كومكاست الاختبارات التي تفرض قيودًا على البيانات على سكان المنطقة. يفرض تجاوز الحد الأقصى البالغ 300 جيجا بايت في ناشفيل شراءًا مؤقتًا لـ 50 جيجا بايت من البيانات الإضافية.

## تقسيم رقمي

مستخدمو الإنترنت في عام 2015 كنسبة مئوية من سكان البلدالمصدر: الاتحاد الدولي للاتصالات.

اشتراكات الإنترنت ذات النطاق العريض الثابت في عام 2012، كنسبة مئوية من سكان البلدالمصدر: الاتحاد الدولي للاتصالات.

اشتراكات الإنترنت ذات النطاق العريض المتنقل في عام 2012، كنسبة مئوية من سكان البلدالمصدر: الاتحاد الدولي للاتصالات.

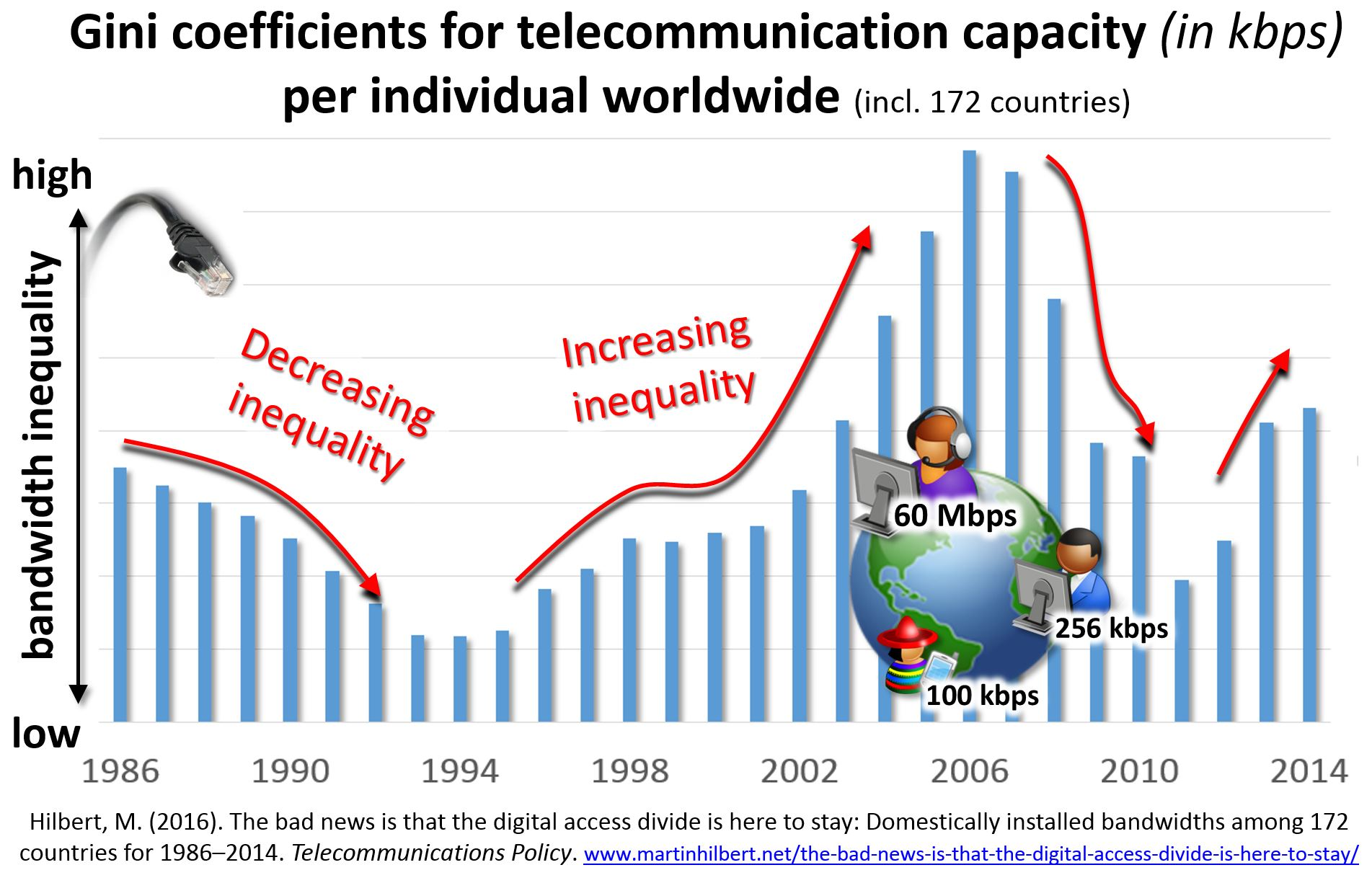
الفجوة الرقمية المقاسة من حيث عرض النطاق لا تغلق، ولكنها تتقلب صعودا وهبوطا. معاملات جيني لسعة الاتصالات (بالكيلوبت / ثانية) بين الأفراد في جميع أنحاء العالم

على الرغم من النمو الهائل للوصول إلى الإنترنت، إلا أنه لا يتم توزيعه بالتساوي داخل البلدان أو بينها. تشير الفجوة الرقمية إلى "الفجوة بين الأشخاص الذين لديهم وصول فعال إلى تكنولوجيا المعلومات والاتصالات (ICT)، وأولئك الذين لديهم وصول محدود للغاية أو منعدم". الفجوة بين الأشخاص الذين لديهم إمكانية الوصول إلى الإنترنت وأولئك الذين لا يملكون هي واحدة من جوانب عديدة للفجوة الرقمية. تعتمد إمكانية وصول شخص ما إلى الإنترنت بشكل كبير على الوضع المالي والموقع الجغرافي وكذلك السياسات الحكومية. "السكان ذوو الدخل المنخفض والريفيون والأقليات قد تلقوا تمحيصًا خاصًا باعتبارهم" فقراء "التكنولوجيا.
تلعب السياسات الحكومية دورًا هائلاً في الوصول إلى الإنترنت أو الحد من وصول المجموعات والمناطق والبلدان المحرومة من الخدمات. على سبيل المثال، في باكستان، التي تنتهج سياسة تقنية معلومات صارمة تهدف إلى تعزيز دافعها للتحديث الاقتصادي، ارتفع عدد مستخدمي الإنترنت من 133,900 (0.1٪ من السكان) في عام 2000 إلى 31 مليون (17.6٪ من السكان) في 2011. في كوريا الشمالية، هناك القليل نسبيًا من الوصول إلى الإنترنت بسبب خوف الحكومات من عدم الاستقرار السياسي الذي قد يصاحب فوائد الوصول إلى الإنترنت العالمي. يشكل الحظر التجاري الأمريكي حاجزًا يحد من الوصول إلى الإنترنت في كوبا.
يعد الوصول إلى أجهزة الكمبيوتر عاملاً مهيمناً في تحديد مستوى الوصول إلى الإنترنت. في عام 2011، في البلدان النامية، كان لدى 25٪ من الأسر جهاز كمبيوتر و 20٪ لديها وصول إلى الإنترنت، بينما كانت الأرقام في البلدان المتقدمة 74٪ لديها جهاز كمبيوتر و 71٪ لديها اتصال بالإنترنت. غالبية الناس في البلدان النامية ليس لديهم إمكانية الوصول إلى الإنترنت.  حوالي 4 مليارات شخص ليس لديهم اتصال بالإنترنت.  عندما تم تقنين شراء أجهزة الكمبيوتر في كوبا في عام 2007، ارتفعت الملكية الخاصة لأجهزة الكمبيوتر (كان هناك 630 ألف جهاز كمبيوتر متوفر في الجزيرة في عام 2008، بزيادة قدرها 23٪ عن عام 2007).
لقد غيّر الوصول إلى الإنترنت الطريقة التي يفكر بها الكثير من الناس وأصبح جزءًا لا يتجزأ من الحياة الاقتصادية والسياسية والاجتماعية للناس. لقد أدركت الأمم المتحدة أن توفير الوصول إلى الإنترنت لعدد أكبر من الناس في العالم سيسمح لهم بالاستفادة من «الفرص السياسية والاجتماعية والاقتصادية والتعليمية والوظيفية» المتاحة عبر الإنترنت. العديد من المبادئ الـ 67 المعتمدة في القمة العالمية لمجتمع المعلومات التي عقدتها الأمم المتحدة في جنيف في عام 2003، تعالج بشكل مباشر الفجوة الرقمية. لتعزيز التنمية الاقتصادية وتقليص الفجوة الرقمية، تم تطوير خطط النطاق العريض الوطنية لزيادة توافر الوصول إلى الإنترنت عالي السرعة بأسعار معقولة في جميع أنحاء العالم.

### نمو عدد المستخدمين
نما الوصول إلى الإنترنت من حوالي 10 ملايين شخص في 1993، إلى ما يقرب من 40 مليون في 1995، إلى 670 مليون في 2002، وإلى 2.7 مليار في 2013. مع تشبع السوق، يتباطأ النمو في عدد مستخدمي الإنترنت في البلدان الصناعية، لكنه يستمر في آسيا،  وأفريقيا وأمريكا اللاتينية ومنطقة البحر الكاريبي والشرق الأوسط.
كان هناك ما يقرب من 0.6 مليار مشترك في النطاق العريض الثابت وحوالي 1.2 مليار مشترك في النطاق العريض المتنقل في عام 2011. كثيرًا ما يستخدم الناس في البلدان المتقدمة شبكات النطاق العريض الثابتة والمتنقلة. غالبًا ما يكون النطاق العريض المتنقل في البلدان النامية هو الطريقة الوحيدة المتاحة للوصول.

### تقسيم النطاق الترددي
تقليديا، تم قياس الفجوة من حيث الأعداد الحالية للاشتراكات والأجهزة الرقمية («تمتلك أو لا تملك اشتراكات»). لم تقيس الدراسات الحديثة الفجوة الرقمية من حيث الأجهزة التكنولوجية، ولكن من حيث عرض النطاق الترددي الحالي للفرد (بالكيلوبت / ثانية للفرد). كما هو موضح في الشكل على الجانب، لا تتناقص الفجوة الرقمية بوحدة كيلوبت / ثانية بشكل رتيب، ولكنها تتجدد مع كل ابتكار جديد. على سبيل المثال، أدى «الانتشار الهائل للإنترنت ضيقة النطاق والهواتف المحمولة خلال أواخر التسعينيات» إلى زيادة عدم المساواة الرقمية، فضلاً عن «أن الإدخال الأولي لخدمة النطاق العريض دي إس إل ومودم الكبل خلال الفترة 2003-2004 أدى إلى زيادة مستويات عدم المساواة». وذلك لأن نوعًا جديدًا من الاتصال لا يتم تقديمه بشكل فوري وموحد للمجتمع ككل في وقت واحد، ولكنه ينتشر ببطء عبر الشبكات الاجتماعية. كما يتضح من الشكل، خلال منتصف العقد الأول من القرن الحالي، كانت سعة الاتصال موزعة بشكل غير متساوٍ أكثر مما كانت عليه في أواخر الثمانينيات، عندما كانت الهواتف الثابتة فقط موجودة. تنبع الزيادة الأخيرة في المساواة الرقمية من الانتشار الهائل لأحدث الابتكارات الرقمية (مثل البنى التحتية عريضة النطاق الثابتة والمتنقلة، مثل 3G والألياف الضوئية FTTH). كما هو موضح في الشكل، تم توزيع الوصول إلى الإنترنت من حيث عرض النطاق بشكل غير متساوٍ في عام 2014 كما كان في منتصف التسعينيات.

### الوصول إلى الريف
يتمثل أحد التحديات الكبيرة التي تواجه الوصول إلى الإنترنت بشكل عام والوصول إلى النطاق العريض بشكل خاص في توفير الخدمة للعملاء المحتملين في المناطق ذات الكثافة السكانية المنخفضة، مثل المزارعين ومربي الماشية والمدن الصغيرة. في المدن التي تكون فيها الكثافة السكانية عالية، يكون من الأسهل لمقدم الخدمة استرداد تكاليف المعدات، ولكن كل عميل ريفي قد يحتاج إلى معدات باهظة الثمن للاتصال. في حين أن 66 ٪ من الأمريكيين لديهم اتصال بالإنترنت في عام 2010، كان هذا الرقم 50 ٪ فقط في المناطق الريفية، وفقًا لمشروع بيو إنترنت والحياة الأمريكية. فيرجن ميديا ليمتد عن أكثر من 100 مدينة في جميع أنحاء المملكة المتحدة «من كومبران إلى كلايدبانك» التي يمكنها الوصول إلى 100 مدينة خدمة ميغابت / ثانية.
أصبح مقدمو خدمة الإنترنت اللاسلكية (WISPs) خيارًا شائعًا للنطاق العريض في المناطق الريفية. قد تعيق متطلبات خط الرؤية الخاصة بالتكنولوجيا الاتصال في بعض المناطق ذات التلال والتضاريس شديدة الخضرة. ومع ذلك، فإن مشروع تيجولا، وهو طيار ناجح في منطقة نائية في اسكتلندا، يوضح أن اللاسلكي يمكن أن يكون خيارًا قابلاً للتطبيق.
مبادرة النطاق العريض لريف نوفا سكوتيا هي أول برنامج في أمريكا الشمالية يضمن الوصول إلى «100٪ من العناوين المدنية» في المنطقة. يعتمد على تقنية مظلة موتورلا. اعتبارًا من نوفمبر 2011، أبلغ أقل من 1000 أسرة عن مشاكل في الوصول. كان من المتوقع أن يؤدي نشر شبكة خلوية جديدة من قبل أحد مزودي خدمة (إيستلينك) إلى توفير بديل لخدمة 3G / 4G، ربما بمعدل خاص غير محسوب، للمناطق التي يصعب خدمتها بواسطة المظلة.
في نيوزيلندا، تم تشكيل صندوق من قبل الحكومة لتحسين النطاق العريض الريفي،  وتغطية الهاتف المحمول. تشمل المقترحات الحالية: (أ) توسيع تغطية الألياف ورفع مستوى النحاس لدعم Vدي إس إل، (ب) التركيز على تحسين تغطية تكنولوجيا الهاتف المحمول، أو (ج) اللاسلكي الإقليمي.
بدأت العديد من البلدان في شبكات الوصول الهجين لتوفير خدمات إنترنت أسرع في المناطق الريفية من خلال تمكين مشغلي الشبكات من الجمع بين شبكات خط المشترك الرقمي والتطور طويل الأمد (لشبكات الاتصالات) الخاصة بهم بكفاءة.

### الوصول كحق مدني أو إنساني
أدت الإجراءات والبيانات والآراء والتوصيات الموضحة أدناه إلى اقتراح أن الوصول إلى الإنترنت نفسه هو أو ينبغي أن يصبح حقًا مدنيًا أو ربما حقًا من حقوق الإنسان.
تبنت العديد من البلدان قوانين تطالب الدولة بالعمل لضمان إتاحة الوصول إلى الإنترنت على نطاق واسع أو منع الدولة من تقييد وصول الفرد إلى المعلومات والإنترنت بشكل غير معقول:
- كوستاريكا: نص حكم صدر عن المحكمة العليا لكوستاريكا في 30 تموز / يوليه 2010 على ما يلي: «بدون خوف من المراوغة، يمكن القول إن هذه التقنيات [تكنولوجيا المعلومات والاتصالات] قد أثرت على طريقة تواصل البشر، مما سهل الاتصال بين الأشخاص والمؤسسات في جميع أنحاء العالم وإزالة حواجز المكان والزمان. في هذا الوقت، يصبح الوصول إلى هذه التقنيات أداة أساسية لتسهيل ممارسة الحقوق الأساسية والمشاركة الديمقراطية (الديمقراطية الإلكترونية) ومراقبة المواطنين والتعليم وحرية الفكر والتعبير والوصول إلى المعلومات والخدمات العامة عبر الإنترنت والحق في التواصل مع الحكومة إلكترونيًا والشفافية الإدارية، من بين أمور أخرى. وهذا يشمل الحق الأساسي في الوصول إلى هذه التقنيات، ولا سيما الحق في الوصول إلى الإنترنت أو شبكة الويب العالمية.» [126]
- إستونيا: في عام 2000، أطلق البرلمان برنامجًا ضخمًا لتوسيع الوصول إلى الريف. تجادل الحكومة بأن الإنترنت ضروري للحياة في القرن الحادي والعشرين.[127]
- فنلندا: بحلول يوليو 2010، كان من المقرر أن يحصل كل شخص في فنلندا على اتصال واسع النطاق بسرعة 1 ميغا بت في الثانية، وفقًا لوزارة النقل والاتصالات. وبحلول عام 2015، الوصول إلى اتصال 100 ميجابت / ثانية.[128]
- فرنسا: في يونيو / حزيران 2009، أعلن المجلس الدستوري، أعلى محكمة في فرنسا، أن الوصول إلى الإنترنت هو حق أساسي من حقوق الإنسان في قرار شديد اللهجة ألغى أجزاء من قانون هادوبي، وهو قانون كان من شأنه أن يتعقب المنتهكين وبدون قضائي. مراجعة قطع الوصول إلى الشبكة تلقائيًا عن أولئك الذين استمروا في تنزيل المواد غير المشروعة بعد تحذيرين [129]
- اليونان: تنص المادة 5 أ من دستور اليونان على أن لجميع الأشخاص الحق في المشاركة في مجتمع المعلومات وأن الدولة ملزمة بتسهيل إنتاج المعلومات المنقولة إلكترونيًا وتبادلها ونشرها والوصول إليها.[130]
- إسبانيا: ابتداءً من عام 2011، يتعين على شركة تليفونيكا، الشركة الاحتكارية السابقة التي تحتكر عقد «الخدمة الشاملة» في البلاد، أن تضمن تقديم نطاق عريض بسعر «معقول» لا يقل عن واحد ميغا بايت في الثانية في جميع أنحاء إسبانيا.[131]

في ديسمبر 2003، انعقدت القمة العالمية لمجتمع المعلومات (WSIS) تحت رعاية الأمم المتحدة. بعد مفاوضات مطولة بين الحكومات والشركات وممثلي المجتمع المدني، تم اعتماد إعلان المبادئ الصادر عن القمة العالمية لمجتمع المعلومات والذي يؤكد من جديد أهمية مجتمع المعلومات في الحفاظ على حقوق الإنسان وتعزيزها:
1. نحن، ممثلي شعوب العالم، المجتمعين في جنيف في الفترة من 10 إلى 12 ديسمبر / كانون الأول 2003 في المرحلة الأولى من القمة العالمية لمجتمع المعلومات، نعلن رغبتنا والتزامنا المشتركين ببناء مجتمع محوره الإنسان وشامل وتنموي- مجتمع المعلومات الموجه، حيث يمكن للجميع إنشاء المعلومات والمعرفة والوصول إليها واستخدامها وتبادلها، وتمكين الأفراد والمجتمعات والشعوب من تحقيق إمكاناتهم الكاملة في تعزيز تنميتهم المستدامة وتحسين نوعية حياتهم، على أساس مقاصد ومبادئ الميثاق من الأمم المتحدة والاحترام الكامل والتمسك بالإعلان العالمي لحقوق الإنسان.
2. ونؤكد من جديد عالمية جميع حقوق الإنسان والحريات الأساسية وعدم قابليتها للتجزئة وترابطها وترابطها، بما في ذلك الحق في التنمية، على النحو المنصوص عليه في إعلان فيينا. كما نؤكد من جديد أن الديمقراطية والتنمية المستدامة واحترام حقوق الإنسان والحريات الأساسية وكذلك الحكم الرشيد على جميع المستويات مترابطة ويعزز كل منها الآخر. ونعقد العزم كذلك على تعزيز سيادة القانون في الشؤون الدولية والوطنية.
يشير إعلان المبادئ الصادر عن القمة العالمية لمجتمع المعلومات بشكل خاص إلى أهمية الحق في حرية التعبير في «مجتمع المعلومات» في النص على:
3. نؤكد من جديد، كأساس أساسي لمجتمع المعلومات، وكما هو موضح في المادة 19 من الإعلان العالمي لحقوق الإنسان، أن لكل فرد الحق في حرية الرأي والتعبير؛ أن هذا الحق يشمل حرية اعتناق الآراء دون تدخل والسعي للحصول على المعلومات والأفكار وتلقيها ونقلها من خلال أي وسائط وبغض النظر عن الحدود. التواصل هو عملية اجتماعية أساسية وحاجة إنسانية أساسية وأساس كل التنظيم الاجتماعي. إنها مركزية لمجتمع المعلومات. يجب أن تتاح للجميع، في كل مكان، فرصة المشاركة ولا ينبغي استبعاد أي شخص من مزايا عروض مجتمع المعلومات. " 
أظهر استطلاع للرأي شمل 27973 بالغًا في 26 دولة، بما في ذلك 14306 مستخدمًا للإنترنت،  إجراؤه لصالح خدمة بي بي سي العالمية بين 30 نوفمبر 2009 و 7 فبراير 2010، أن ما يقرب من أربعة من كل خمسة من مستخدمي الإنترنت وغير المستخدمين حول العالم شعروا بأن الوصول إلى كان الإنترنت حقًا أساسيًا. 50٪ وافقوا بشدة، 29٪ وافقوا إلى حد ما، 9٪ عارضوا إلى حد ما، 6٪ عارضوا بشدة، و 6٪ لم يعبروا عن رأي.
تتضمن التوصيات الـ 88 التي قدمها المقرر الخاص المعني بتعزيز وحماية الحق في حرية الرأي والتعبير في تقرير مايو 2011 إلى مجلس حقوق الإنسان التابع للجمعية العامة للأمم المتحدة العديد من التوصيات التي تتعلق بمسألة الحق في الإنترنت. الوصول:
67. على عكس أي وسيلة أخرى، تمكن الإنترنت الأفراد من البحث عن المعلومات والأفكار من جميع الأنواع وتلقيها ونقلها بشكل فوري وغير مكلف عبر الحدود الوطنية. من خلال توسيع قدرة الأفراد بشكل كبير على التمتع بحقهم في حرية الرأي والتعبير، وهو «عامل تمكين» لحقوق الإنسان الأخرى، يعزز الإنترنت التنمية الاقتصادية والاجتماعية والسياسية، ويساهم في تقدم البشرية ككل. وفي هذا الصدد، يشجع المقرر الخاص المكلفين بولايات في إطار الإجراءات الخاصة الآخرين على الانخراط في مسألة الإنترنت فيما يتعلق بولاياتهم الخاصة.
78. وبينما تحرم إجراءات الحجب والتصفية المستخدمين من الوصول إلى محتوى معين على الإنترنت، فقد اتخذت الدول أيضًا تدابير لقطع الوصول إلى الإنترنت تمامًا. يعتبر المقرر الخاص قطع المستخدمين عن الوصول إلى الإنترنت، بغض النظر عن المبررات المقدمة، بما في ذلك على أساس انتهاك قانون حقوق الملكية الفكرية، غير متناسب وبالتالي انتهاك للفقرة 3 من المادة 19 من العهد الدولي الخاص بالحقوق المدنية والسياسية. حقوق.
79. ويدعو المقرر الخاص جميع الدول إلى ضمان الحفاظ على الوصول إلى الإنترنت في جميع الأوقات، بما في ذلك أوقات الاضطرابات السياسية.
85. بالنظر إلى أن الإنترنت أصبحت أداة لا غنى عنها لإعمال مجموعة من حقوق الإنسان، ومكافحة عدم المساواة، وتسريع التنمية والتقدم البشري، ينبغي أن يكون ضمان الوصول الشامل إلى الإنترنت أولوية لجميع الدول. ومن ثم ينبغي لكل دولة أن تضع سياسة ملموسة وفعالة، بالتشاور مع الأفراد من جميع قطاعات المجتمع، بما في ذلك القطاع الخاص والوزارات الحكومية ذات الصلة، لإتاحة الإنترنت على نطاق واسع، وإمكانية الوصول إليها، وبأسعار معقولة لجميع شرائح السكان.

### حيادية الشبكة
حيادية الشبكة (وأيضًا حياد الشبكة، أو حيادية الإنترنت، أو المساواة الصافية) هو المبدأ الذي يقضي بأنه يجب على مزودي خدمة الإنترنت والحكومات التعامل مع جميع البيانات على الإنترنت على قدم المساواة، وعدم التمييز أو فرض رسوم تفاضلية حسب المستخدم أو المحتوى أو الموقع أو النظام الأساسي أو التطبيق أو نوع المعدات المرفقة، أو طريقة الاتصال. أثار المدافعون عن حيادية الشبكة مخاوف بشأن قدرة مزودي النطاق العريض على استخدام البنية التحتية للخط الأخير لحظر تطبيقات ومحتوى الإنترنت (مثل مواقع الويب والخدمات والبروتوكولات)، وحتى لحظر المنافسين. يزعم المعارضون أن لوائح حيادية الشبكات من شأنها ردع الاستثمار في تحسين البنية التحتية للنطاق العريض ومحاولة إصلاح شيء لم يتم كسره. في أبريل 2017، يتم النظر في محاولة حديثة للتنازل عن حيادية الشبكة في الولايات المتحدة من قبل رئيس لجنة الاتصالات الفيدرالية المعين حديثًا، أجيت فاراداراج باي. تم التصويت على ما إذا كان سيتم إلغاء حيادية الشبكة أم لا في 14 ديسمبر 2017، وانتهى بتقسيم 3-2 لصالح إلغاء حيادية الشبكة.

## الكوارث الطبيعية والوصول إليها
تعطل الكوارث الطبيعية الوصول إلى الإنترنت بطرق عميقة. هذا مهم - ليس فقط لشركات الاتصالات التي تمتلك الشبكات والشركات التي تستخدمها، ولكن لطاقم الطوارئ والمواطنين النازحين أيضًا. يزداد الوضع سوءًا عندما تفقد المستشفيات أو المباني الأخرى اللازمة للاستجابة للكوارث اتصالها. يمكن استخدام المعرفة المكتسبة من دراسة اضطرابات الإنترنت السابقة بسبب الكوارث الطبيعية في التخطيط أو التعافي. بالإضافة إلى ذلك، وبسبب الكوارث الطبيعية والكوارث التي من صنع الإنسان، تُجرى الآن دراسات حول مرونة الشبكة لمنع الانقطاعات على نطاق واسع.
إحدى الطرق التي تؤثر بها الكوارث الطبيعية على الاتصال بالإنترنت هي إتلاف الشبكات الفرعية الطرفية (الشبكات الفرعية)، مما يجعلها غير قابلة للوصول. وجدت دراسة أجريت على الشبكات المحلية بعد إعصار كاترينا أن 26٪ من الشبكات الفرعية ضمن تغطية العاصفة لا يمكن الوصول إليها. في ذروة كثافة إعصار كاترينا، كان ما يقرب من 35 ٪ من الشبكات في ولاية ميسيسيبي بدون كهرباء، بينما تعطلت حوالي 14 ٪ من شبكات لويزيانا. من تلك الشبكات الفرعية التي لا يمكن الوصول إليها، 73٪ تعطلت لمدة أربعة أسابيع أو أكثر و 57٪ كانت في «أطراف الشبكة حيث توجد منظمات طوارئ مهمة مثل المستشفيات والوكالات الحكومية». كان الضرر الهائل للبنية التحتية والمناطق التي يتعذر الوصول إليها تفسرين للتأخير الطويل في إعادة الخدمة. كشفت شركة Cisco عن سيارة شبكة الاستجابة للطوارئ (NERV)، وهي شاحنة تجعل الاتصالات المحمولة ممكنة للمستجيبين في حالات الطوارئ على الرغم من تعطل الشبكات التقليدية.
الطريقة الثانية التي تدمر بها الكوارث الطبيعية الاتصال بالإنترنت هي قطع الكابلات البحرية - كابلات الألياف الضوئية الموضوعة في قاع المحيط والتي توفر اتصالاً دوليًا بالإنترنت. قطعت سلسلة من الزلازل تحت سطح البحر ستة من أصل سبعة كابلات دولية متصلة بتايوان وتسببت في حدوث موجات مد عاتية دمرت إحدى محطات الكابلات والهبوط. أدى التأثير إلى تباطؤ أو تعطيل الاتصال بالإنترنت لمدة خمسة أيام داخل منطقة آسيا والمحيط الهادئ وكذلك بين المنطقة والولايات المتحدة وأوروبا.
مع تزايد شعبية الحوسبة السحابية، تزايد القلق بشأن الوصول إلى البيانات المستضافة على السحابة في حالة وقوع كارثة طبيعية. كانت خدمات أمازون ويب (AWS) في الأخبار بسبب انقطاع الشبكة الرئيسي في أبريل 2011 ويونيو 2012. تستعد AWS، مثلها مثل شركات الاستضافة السحابية الكبرى الأخرى، لحالات الانقطاع النموذجية والكوارث الطبيعية واسعة النطاق مع طاقة احتياطية بالإضافة إلى مراكز البيانات الاحتياطية في مواقع أخرى. تقسم AWS العالم إلى خمس مناطق ثم تقسم كل منطقة إلى مناطق توافر. يجب إجراء نسخ احتياطي لمركز البيانات في منطقة توافر واحدة بواسطة مركز بيانات في منطقة توافر مختلفة. من الناحية النظرية، لن تؤثر كارثة طبيعية على أكثر من منطقة توافر واحدة. تعمل هذه النظرية طالما لم يتم إضافة الخطأ البشري إلى المزيج. عطلت العاصفة الكبرى في يونيو 2012 مركز البيانات الأساسي فقط، لكن الخطأ البشري عطّل النسخ الاحتياطية الثانوية والثالثية، مما أثر على شركات مثل نتفلكس وبينتيريست وريدت وإنستجرام.

## طرق الاتصال
تتعدد طرق الاتصال بالإنترنت. من هذه الطرق :
- الاتصال بالهاتف (طلب هاتفي)،
- الاتصال الأرضى ويشمل:
- كبلات نحاسية.
- ألياف بصرية.
- كبلات محورية.
- كابلات - تى (T-carrier).
- واي فاي (Wi-Fi).
- الأقمار الصناعية.
- الهواتف النقالة.

## الاتصال السلكي
تعد طريقة الاتصال بالهاتف الوسيلة الأكثر شيوعاً، كما أنها تعد الأبطأ والأقل كلفة. الاتصال يتم باستخدام مودم 56 ك.ب/ث. تعمد هذه الطريقة على الاتصال برقم معين واستخدام شبكة الاتصالات الأرضية للاتصال بالإنترنت.
و يعتبر استخدام المودم دي إس إل لاسلكي وسيلة شائعة جدّا والاتصال به لاسلكيا سهل جدا ويمكن حمايته بكلمة مرور و MAC ADDRES.

## الاتصال اللاسلكي
تستخدم تقنية واي فاي لتوفير طريقة الاتصال اللاسلكي، ومن أنواعه A و B و G و N وتختلف عن بعضها بمساحة التغطية وسرعة النقل للمعلومات، كما أن مدى وجودة الاتصال تختلف بحسب نوعية الإشارة وقوة الإرسال، فالنسبة للمنازل فإن استخدام الاتصال عن طريق المودم هي الطريقة الأسهل للوصل إلى الإنترنت عن طريق الاتصال اللاسلكي.

## روابط خارجية
- بيانات النطاق العريض، من بيانات Google العامة
- خريطة FCC للنطاق العريض